# Bahram I
Bahram I (¿-276) en persa: بهرام یکم‎, fue rey del Imperio sasánida. Su reinado duró desde el 273 hasta el 276. 

## Contexto histórico
Bahram I fue hijo (no nieto como pretenden los autores griegos) de Sapor I (rey en el período 241-272), y hermano de Ormuz I (rey en 272-273), al que sucedió tras un reinado de sólo un año y diez días.

## Conflicto religioso
Bahram I fue el rey que, instigado por los magos sacerdotes mazdeístas, envió a la muerte al profeta Mani, fundador del maniqueísmo, para preservar el mazdeísmo ortodoxo. Nada más se sabe de su reinado.
El nombre Bahram procede de Varahrän, la forma más reciente de Verethragna, el nombre del dios persa antiguo de la victoria y "el que mató al dragón Verethra". Bahram es también el nombre persa para el planeta Marte.
| Predecesor: Ormuz I | Rey del Imperio sasánida 273-276 | Sucesor: Bahram II |